# James Hickman
James Hickman (Stockport, 2 febbraio 1976) è un ex nuotatore britannico.
Specializzato nella farfalla, ha annunciato il suo ritiro dall'attività agonistica nel 2004. È stato campione mondiale in vasca corta nei 200 m farfalla.

## Palmarès
- Mondiali in vasca corta

Göteborg 1997: oro nei 200m farfalla e bronzo nella 4x100m misti.
Hong Kong 1999: oro nei 200m farfalla, argento nei 200m misti, bronzo nei 100m farfalla e nella 4x100m misti.
Atene 2000: oro nei 200m farfalla, argento nei 100m farfalla e nei 200m misti, bronzo nei 100m misti e nella 4x100m misti.
Mosca 2002: oro nei 200m farfalla.
Indianapolis 2004: oro nei 200m farfalla e argento nei 100m farfalla.
- Europei

Istanbul 1999: argento nei 100m farfalla.
Helsinki 2000: argento nei 200m farfalla e bronzo nei 100m farfalla.
- Europei in vasca corta

Sheffield 1998: oro nei 100m farfalla, nei 200m farfalla e nei 200m misti, argento nella 4x50m sl, bronzo nei 100m misti e nella 4x50m misti.
Lisbona 1999: oro nei 200m farfalla, argento nei 100m farfalla e bronzo nella 4x50m misti.
Anversa 2001: oro nei 200m farfalla, argento nella 4x50m sl e bronzo nei 100m farfalla.
Riesa 2002: argento nei 200m farfalla.
- Giochi del Commonwealth

Victoria 1994: bronzo nei 200m farfalla e nella 4x100m misti.
Kuala Lumpur 1998: oro nei 200m farfalla, argento nei 200m misti, nei 400m misti e nella 4x100m misti.
Manchester 2002: argento nella 4x100m misti e bronzo nei 200m farfalla.